# ザジキ

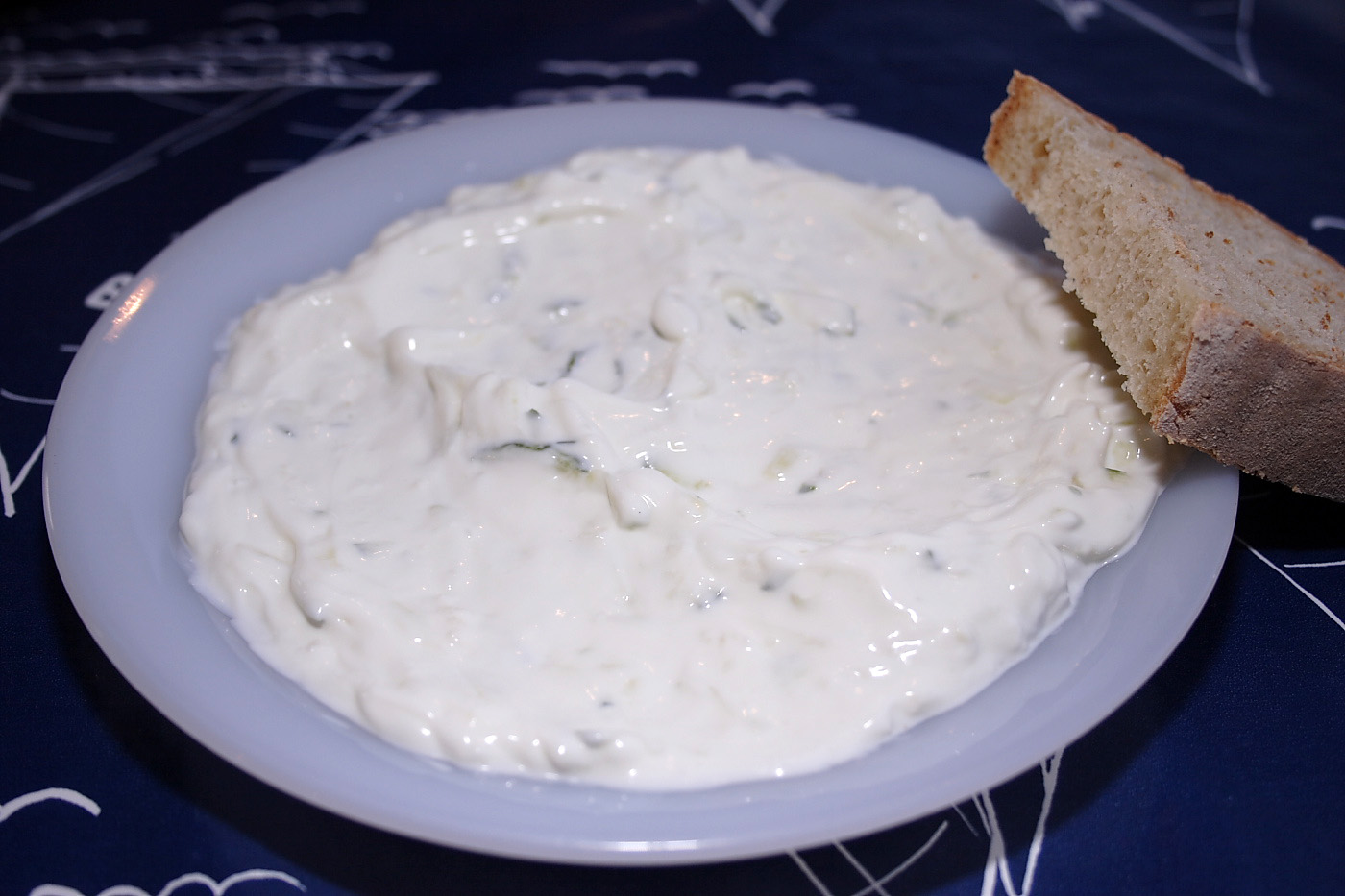
ザジキ

ザジキ（ギリシア語: τζατζίκι, tzatziki [d͡zaˈd͡zici]、トルコ語: Cacık [dʒaˈdʒɯk]) とは、ギリシャ語のメゼまたは前菜の一つであり、スブラキとギロピタに添えるソースとして使われる。
日本語の文献では、「ジャジキ」や「ツァツィキ」、「ザツィキ」、「ツァジキ」などのカナ転記も見られる。

## 調理
ザジキは、通常ヒツジまたはヤギの乳から作る水切りヨーグルトにキュウリ、ニンニク、塩、オリーブ・オイル、コショウ、ディルを加えて作る。レモン果汁、パセリ、ミントを加える場合もある。キュウリはピュレして水分を絞るか、種を除いて微塵切りにする。さらにオリーブ・オイル、オリーブ、ハーブを仕上げに加える場合もある。ザジキは冷たいまま供される。

## 使用
観光客向けレストランや国外では、ザジキは前菜としてパン（普通のパンまたはピタ）と共に供される。ギリシャ、キプロスおよび地中海地域では、この料理は肉料理のつけあわせとしても使われる。酸味が脂っこさを軽減するため、ザジキはスブラキとギロピタのソースとしても使われ、この場合特にアメリカ合衆国ではキュウリソース（英: cucumber sauce）と呼ばれる。

## 各国での種類

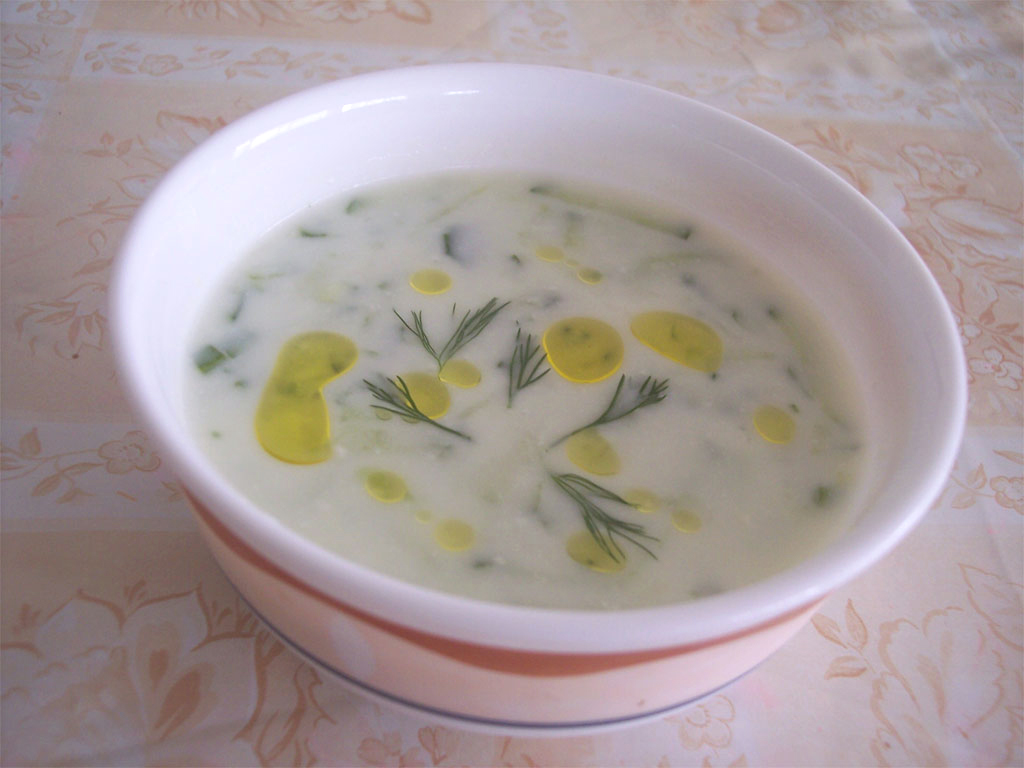
ジャジュク

ギリシャのザジキは、トルコ料理のジャージュク (Cacık) に由来する。ジャージュクはザジキと同じ材料を用いるが、水分が多い。
キプロスでは、この料理はタラトゥーリ（τταλαττούρι, ttalattouri, タラトール Tarator 参照）と呼ばれ、ギリシャと異なりニンニクは少なく、ハーブやミントを加える。ギリシャのセファルディムもこれをタラトールと呼ぶ。
ブルガリアおよびマケドニア共和国では、同じ料理は「タラトール」あるいは「水分の少ないタラトール」（ブルガリア語: сух таратор, マケドニア語: сув таратор または таратур）、または「スネジャンカ」サラタ（салата "Снежанка", 「白い雪のサラダ」）と呼ばれ、アペタイザーとして供される。ヨーグルト（ブルガリア語: кисело мляко, マケドニア語: кисело млеко）を布に包んで数時間吊るし、水切りヨーグルト（цедено кисело мляко, マケドニア語: цедено кисело млеко）にしてから、キュウリ、ニンニク、挽いたクルミ、塩および植物油を加える。
イラクではジャジーク（アラビア語: ججيك, jajeek）として知られ、一般にメゼとしてアルコール飲料、特にナツメヤシから作るアラックと共に供される。
カフカース山脈でオヴドゥフ（アゼルバイジャン語: ovdukh）と呼ばれる類似の料理は、ヨーグルトの替わりにケフィアを使用し、さっぱりした夏の飲み物となる。これを野菜、ゆで卵、ハムの上からかけると「カフカース式オクローシカ」と呼ばれるオクローシカの一種を作ることができる。
イランにはザジキに類似した「マースト・ヒヤール」（ペルシア語: mast-o-khiar、「キュウリ入りヨーグルト」）という料理がある。より濃厚な水切りヨーグルトを使用し、薄切りのキュウリ、ニンニク、ミントを混ぜ入れ、砕いたクルミやバラの花弁を加えることもある。
ヨーグルトの水切りには時間がかかるため、アメリカ合衆国では、ヨーグルトの替わりにサワークリームを使ったり、ヨーグルトとサワークリームを混ぜてザジキを作ることがある。しかし、現在は色々な脂肪分のギリシャ式水切りヨーグルトがスーパーマーケットで販売されるようになり、濃いヨーグルト製のザジキを短時間で調理することができるようになった。
ザジキは北インドのラーイター (Raita) や南インドのパチャディ (Pachadi) と比較されることがある。ラーイターやパチャディもヨーグルトをベースにした冷たい野菜料理であるが、キュウリ以外の野菜を使用することもあり、さっぱりした副菜として他の料理と共に供される。